# Ugur Yildirim
Uğur Yıldırım (ur. 8 maja 1982 roku w Apeldoorn w Holandii) – piłkarz holenderski tureckiego pochodzenia, grający na pozycji pomocnika w AGOVV Apeldoorn.

## Kariera
Ugur Yıldırım rozpoczynał karierę w klubie Eerste Divisie – Go Ahead Eagles. Nie miał większych problemów z przebiciem się do pierwszego składu, czego dowodem było rozegrane przez niego 18 meczów w debiutanckim sezonie. W kolejnych natomiast wyrobił sobie tak dobrą markę, że zdobyte przez niego 6 goli w sezonie 2003/04 przeciwko klubowi SC Cambuur tylko potwierdziło transfer do SC Heerenveen. W trakcie trzech lat pobytu w klubie Eredivisie był pewniakiem, mimo to w 2007 roku zdecydował się na transfer do Gaziantepspor. Po sezonie 2007/08 przeszedł do klubu Sivasspor, gdzie przez długi czas leczył kontuzję i zagrał w zaledwie 2 meczach. Na początku 2009 roku zainteresowanie Yildirimem wyraził klub Premiership – Blackburn Rovers, ostatecznie Holender zdecydował się podpisać kontrakt z klubem Kasımpaşa S.K.. W 2010 roku został zawodnikiem AGOVV Apeldoorn.

## Kariera w liczbach
| Sezon   | Klub            | Kraj     | Rozgrywki         | Mecze | Bramki |
| ------- | --------------- | -------- | ----------------- | ----- | ------ |
| 2000/01 | Go Ahead Eagles | Holandia | Eerste Divisie    | 18    | 3      |
| 2001/02 | Go Ahead Eagles | Holandia | Eerste Divisie    | 32    | 4      |
| 2002/03 | Go Ahead Eagles | Holandia | Eerste Divisie    | 34    | 18     |
| 2003/04 | Go Ahead Eagles | Holandia | Eerste Divisie    | 35    | 19     |
| 2004/05 | SC Heerenveen   | Holandia | Eredivisie        | 34    | 7      |
| 2005/06 | SC Heerenveen   | Holandia | Eredivisie        | 31    | 4      |
| 2006/07 | SC Heerenveen   | Holandia | Eredivisie        | 18    | 1      |
| 2007/08 | Gaziantepspor   | Turcja   | Turecka Süper Lig | 12    | 2      |
| 2008/09 | Sivasspor       | Turcja   | Turecka Süper Lig | 3     | 1      |
| 2009/10 | Kasımpaşa S.K.  | Turcja   | Turecka Süper Lig | 4     | 0      |
| 2010/11 | AGOVV Apeldoorn | Holandia | Eerste divisie    |       |        |

## Kariera reprezentacyjna
Yildirim ma tureckie korzenie i była to przyczyna sporu, dotyczącego jego występów w reprezentacji. Ostatecznie 22 stycznia 2005 roku przyjął powołanie do reprezentacji Holandii i 9 lutego również 2005 roku zagrał w towarzyskim meczu z Anglią.

## Specjalista od rzutów wolnych
W 2005 roku Yildirim wygrał odbywające się miasteczku Marabella nieoficjalne mistrzostwa świata w wykonywaniu rzutów wolnych i wyprzedził Zinédine Zidane.